# Distrito de Perambalur
Perambalur (en Tamil; பெரம்பலூர் மாவட்டம் ) es un distrito de India, en el estado de Tamil Nadu . 
Comprende 1752 km².
El centro administrativo es la ciudad de Perambalur.

## Demografía
Según censo 2011 contaba con una población total de 564511 habitantes.